# Trận Picardy lần thứ nhất
Trận Picardy lần thứ nhất là một trận đánh trong cuộc "Chạy đua ra biển" trên Mặt trận phía Tây của cuộc Chiến tranh thế giới thứ nhất, diễn ra từ ngày 22 cho đến ngày 26 tháng 9 năm 1914. Cuộc giao chiến quyết liệt và bất phân thắng bại giữa quân đội Pháp (với các tập đoàn quân số 2, số 6) và quân đội Đế quốc Đức (với các tập đoàn quân số 2, số 6 và số 7) tại Picardy, kết hợp với những trận đánh khác như trận sông Aisne lần thứ nhất, đã mang lại thiệt hại nặng nề cho quân Pháp trong một cố gắng thất bại của mình nhằm tái chiếm phần lãnh thổ bị mất về tay quân Đức.
Cuối năm 1914, bộ chỉ huy Pháp đã thành lập một Tập đoàn quân số 2 do tướng Édouard Castelnau chỉ huy mới xung quanh Amiens, trong khi Bộ chỉ huy Đức cũng chuyển Tập đoàn quân số 6 do Thái tử Rupprecht xứ Bayern chỉ huy từ mặt trận Lorraine sang cánh phải của lực lượng Đức tại Picardy. Thử thách đối với bước tiến của Tập đoàn quân số 6 của Pháp là 3 tập đoàn quân Đức gồm Tập đoàn quân số 2, số 6 và số 7. Quân của Castelnau bắt đầu tiến về hướng đông bắc từ hướng nam Amiens vào ngày 22 tháng 6, và ngày hôm sau Tập đoàn quân số 6 của Pháp cũng bắt đầu một cuộc tấn công dọc theo sông Oise. Trong hai ngày đầu, quân đội hai bên chỉ giao tranh lẻ tẻ, nhưng cho đến ngày 24 tháng 6 năm 1914 thì một trận đánh quy ước đã bùng nổ dọc theo toàn bộ mặt trận từ Albert, cách sông Somme về hướng bắc, xuống Noyon trên sông Oise. Vào ngày 24 tháng 6, nhằm tạo nên một lỗ hổng giữa chiến tuyến của đối phương, quân đội Đức đã tiến công cánh phải của Castelnau tại Roye và mặc dù cuộc tiến công này thất bại, bước tiến của quân đội Pháp đã bị chặn đứng.
Vào ngày 25 tháng 9 năm 1914, các quân đoàn Bayern thuộc Tập đoàn quân số 6 của Đức đã tiến thêm về phía bắc đến khu vực nằm về phía bắc Péronne và phía đông Albert, chiếm đóng một vùng đất theo ngay phía bắc sông Somme. Quân Đức đã làm nên bước tiến nhỏ và trận Albert lần thứ nhất (25 – 29 tháng 9 năm 1914) đã đánh dấu thất bại của Tập đoàn quân số 2 của Pháp trong việc bọc sườn quân Đức.